# Dorfkirche Schönfeld (Tantow)

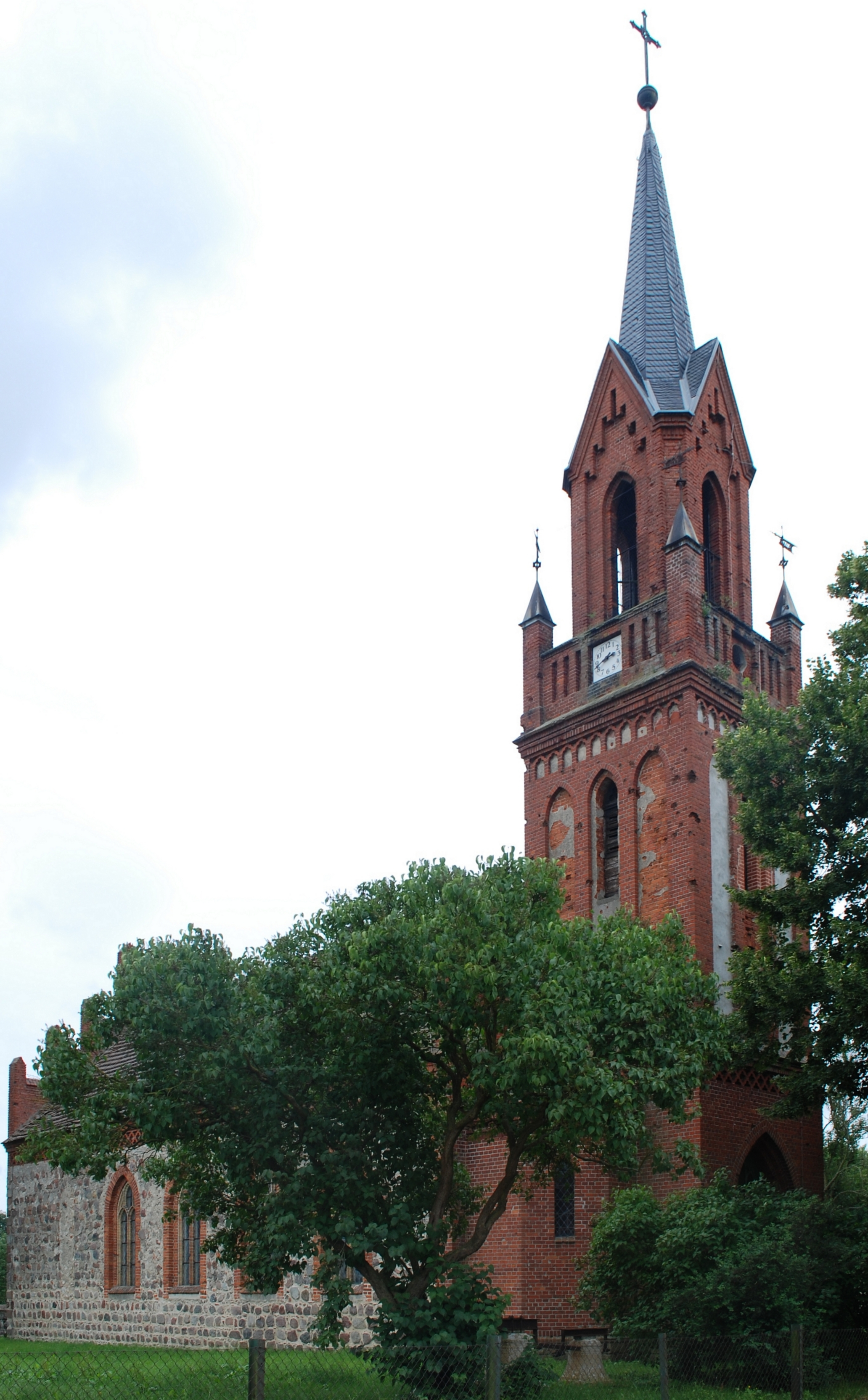
Dorfkirche Schönfeld (Tantow)

Die evangelische, denkmalgeschützte Dorfkirche Schönfeld steht in Schönfeld, einem Ortsteil der Gemeinde Tantow im Landkreis Uckermark von Brandenburg. Die Kirche gehört zur Propstei Pasewalk der Evangelisch-Lutherischen Kirche in Norddeutschland. 

## Beschreibung
Die rechteckige Feldsteinkirche wurde im 13. Jahrhundert erbaut. Die Wände des Langhauses haben Maßwerkfenster mit Gewänden aus Backsteinen. Der neugotische Kirchturm im Westen des Langhauses wurde 1878 nach einem Brand aus Backsteinen angebaut. Über seinem zweiten Geschoss, das hinter den Klangarkaden den Glockenstuhl beherbergt, befindet sich eine Aussichtsplattform mit Türmchen an den Ecken und einer Brüstung dazwischen, die das Zifferblatt der Turmuhr beherbergt. Die Fassade im Osten ist mit einem Staffelgiebel abgeschlossen.
Der Innenraum ist mit einem offenen Dachstuhl überspannt. Die Kirchenausstattung wurde 1878 neugotisch erneuert. Die Orgel auf der Empore im Westen wurde 1904 von Wilhelm Sauer gebaut.